# Dorothea van Sleeswijk-Holstein-Sonderburg-Glücksburg

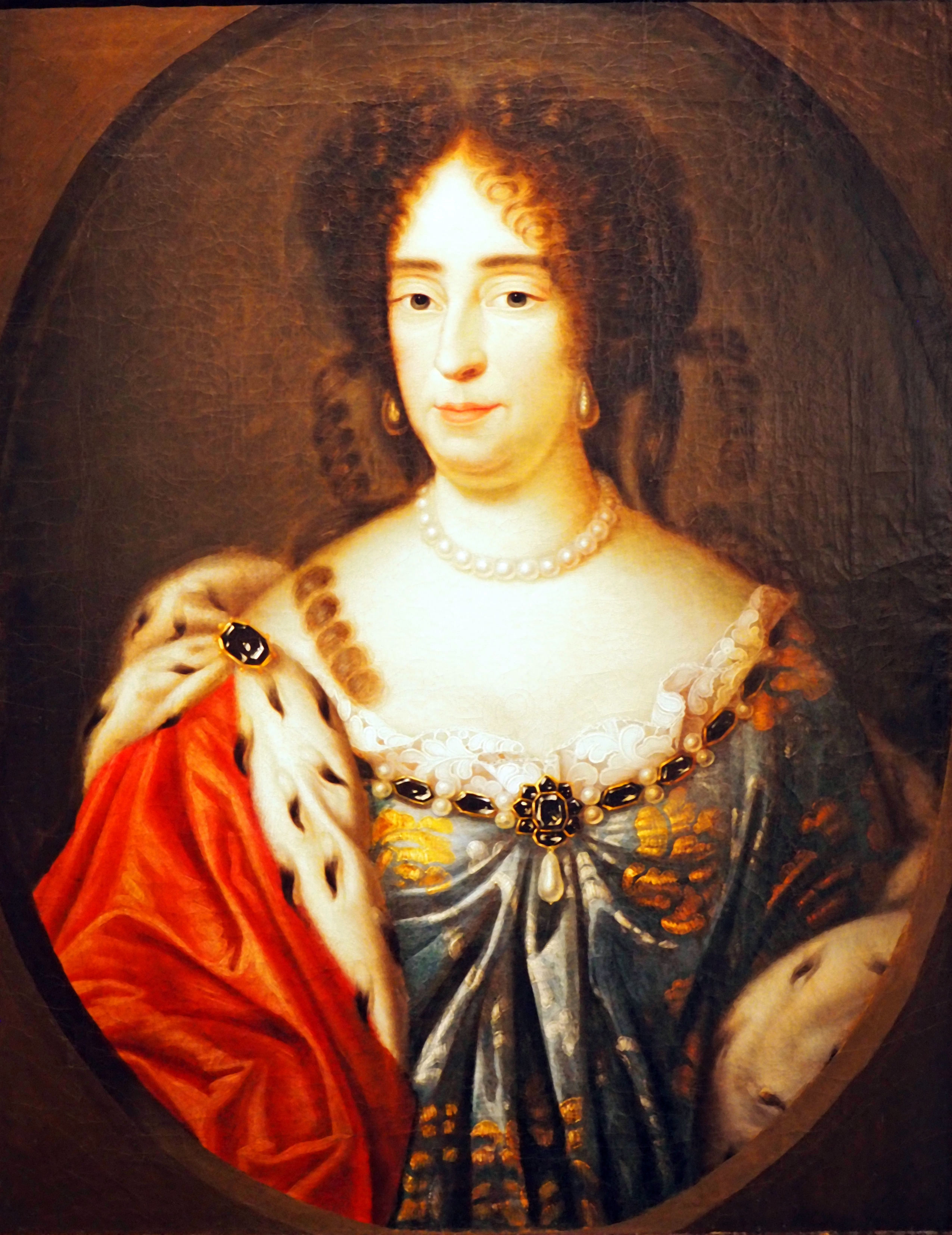
Dorothea van Sleeswijk-Holstein-Sonderberg-Glücksburg

Dorothea van Sleeswijk-Holstein-Sonderburg-Glücksburg (Glücksburg, 9 oktober 1636 — Karlsbad, 6 augustus 1689) was een Deense adellijke vrouw en door haar tweede huwelijk keurvorstin-gemalin van Brandenburg. In de geschiedschrijving van Brandenburg werd zij lang afgeschilderd als een geldbeluste intrigant, slechte stiefmoeder, en mogelijke gifmengster. Deze negatieve reputatie bleek echter gebaseerd te zijn op onbetrouwbare bronnen. Zij wordt nu steeds meer gezien als een competente en succesvolle vorstin-gemalin, die actief heeft bijgedragen aan het succes van de regering van haar man, Frederik Willem I van Brandenburg. Daarnaast was ze een goede zakenvrouw die door investeringen een groot eigen vermogen wist op te bouwen.

## Jeugd en eerste huwelijk
Dorothea was een dochter van hertog Filips van Sleeswijk-Holstein-Sonderburg-Glücksburg (1584-1663) en diens echtgenote Sophie Hedwig van Saksen-Lauenburg (1601-1660). Via haar vader stamde ze af van koning Christiaan III van Denemarken; zij werd opgevoed aan het koninklijk hof in Kopenhagen. Zij trouwde op 19 oktober 1653 met hertog Christiaan Lodewijk van Brunswijk-Lüneburg, die in 1665 overleed. Dit huwelijk was kinderloos. Op 13 (of 14) juni 1668 hertrouwde ze met Frederik Willem I van Brandenburg, bijgenaamd de grote keurvorst. Diens eerste vrouw, de zeer populaire Louise Henriëtte van Nassau, was een jaar eerder overleden.

## Keurvorstin van Brandenburg
Het huwelijk met de keurvorst stond bekend als goed. Frederik de Grote, de achterkleinzoon van Frederik Willem, zei later dat Dorothea de enige persoon was voor wie zijn overgrootvader tedere gevoelens koesterde. Frederik Willem leed aan jicht en depressiviteit en was sterk aangewezen op de steun van zijn vrouw. Zij stond hem met raad en daad bij en vergezelde hem ook op zijn veldtochten. Ook tijdens veldslagen bleef ze aan zijn zijde, wat voor een vorstin in die tijd zeer ongebruikelijk was. Tussen 1672 en 1679 was het echtpaar bijna continu op reis of op veldtocht. Zij wist goed met geld om te gaan en door investeringen, vooral in landbouwgrond, een aanzienlijk eigen vermogen op te bouwen. Haar fortuin was zo groot dat ze haar man een fors bedrag kon lenen om zijn schulden af te lossen. In ruil daarvoor kreeg zij van hem een grondgebied bij Berlijn, waarop ze een nieuwe wijk liet bouwen die de naam Dorotheenstadt kreeg.

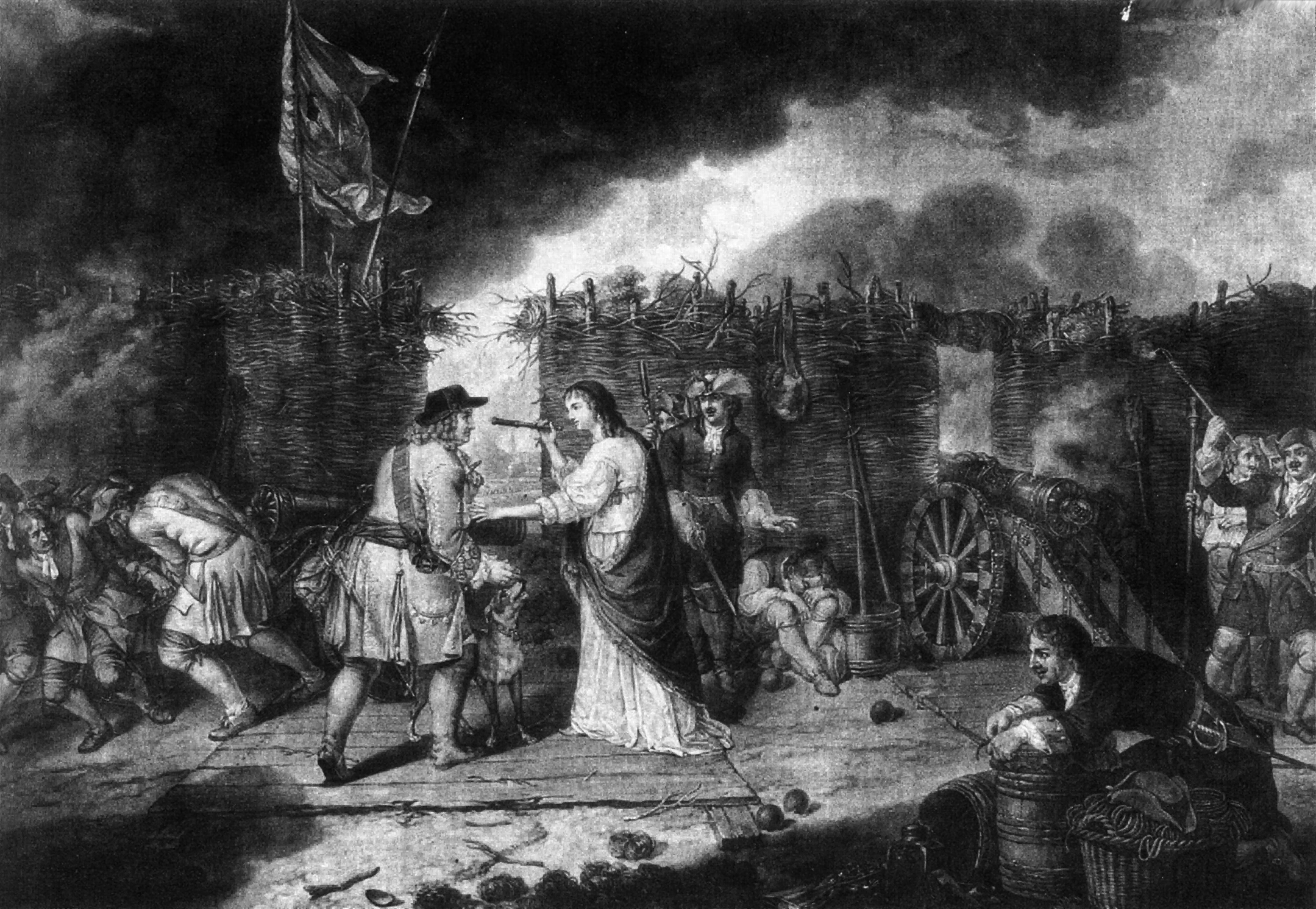
Dorothea van Sleeswijk-Holstein-Sonderburg-Glücksburg en Frederik Willem I bij een geschutstelling tijdens het beleg van Anklam (1676-1679)

Dorothea wist de populariteit van de eerste vrouw van haar man nooit te evenaren. De Brandenburgers hadden geen waardering voor haar economisch inzicht en organisatorisch talent. De inwoners van Berlijn namen het haar kwalijk dat de keurvorst steeds meer zijn heil zocht in Potsdam. Men verdacht haar ervan dat zij in ruil voor kostbare geschenken van Lodewijk XIV de Franse zaak bepleitte aan het hof. Veel van de negatieve verhalen over Dorothea hebben te maken met een langlopend en heftig conflict tussen haar man en de troonopvolger, de latere Frederik I. Toen twee zoons van Frederik Willem uit zijn eerste huwelijk onverwacht stierven, werd Dorothea er - ten onrechte - van verdacht hen te hebben vergiftigd zodat haar eigen zoon kans zou maken op de troon. Vast staat dat Dorothea geprobeerd heeft het huwelijk van kroonprins Frederik met Sophie Charlotte van Hannover te verhinderen. De moeder van Sophie Charlotte, de invloedrijke en politiek ambitieuze Sophia van de Palts, heeft een rol gespeeld bij het verspreiden van geruchten over gifmengerij.

## Laatste levensjaren, overlijden en nagedachtenis
In 1686 kreeg Dorothea een beroerte; in de jaren daarna volgden er meer. Haar gezondheid was door het voortdurende reizen, de vele zwangerschappen en het rijke leven aan het hof sterk achteruitgegaan. In 1688 overleed Frederik Willem. Dorothea heeft ongetwijfeld invloed gehad op zijn testament, waarin de kinderen uit zijn tweede huwelijk royaal bedeeld werden met land, titels en geld. Zijn opvolger, Dorothea’s stiefzoon Frederik I, liet dit testament door de keizer ongeldig verklaren omdat het zou leiden tot een opdeling van het keurvorstendom Brandenburg. Hij kende zijn stiefmoeder en halfbroers en -zusters echter wel royale schadevergoedingen toe, die door hen werden geaccepteerd. Ook de onderhandelingen over Dorothea’s weduwengoed verliepen zonder problemen. Zij kreeg de zeggenschap over het Amt Potsdam en ging op het slot daar wonen. Zij stierf in 1689, terwijl ze aan het küren was in Karlsbad.
Heel lang is er nauwelijks aandacht geweest voor de rol die Dorothea van Sleeswijk-Holstein-Sonderburg-Glücksburg in de geschiedenis van Brandenburg heeft gespeeld. Zij werd meestal ongunstig vergeleken met haar voorgangster, Louise Henriette van Nassau. Twee veel geciteerde maar naar later bleek onbetrouwbare bronnen droegen veel bij aan haar slechte reputatie, vooral via het werk van de beroemde schrijver Theodor Fontane. Pas de laatste jaren komt er meer aandacht voor haar verdiensten als vorstin-gemalin en als zakenvrouw.

## Kinderen
Kinderen uit het huwelijk tussen Dorothea van Sleeswijk-Holstein-Sonderburg-Glücksburg en Frederik Willem I van Brandenburg:
- Filips Willem (1669-1711), markgraaf van Brandenburg-Schwedt
- Maria Amalia (1670-1739), gehuwd met Karel, zoon van Gustaaf Adolf van Mecklenburg-Güstrow (-1688) en met Maurits Willem van Saksen-Zeitz (1664-1718)
- Albrecht Frederik (1672-1731), markgraaf van Brandenburg-Schwedt, gehuwd met prinses Maria Dorothea (1684-1743), dochter van hertog Frederik Casimir Kettler van Koerland
- Karel (1673-1695), gehuwd met Catharina van Balbiano (-1719)
- Elisabeth Sophia (1674-1748), gehuwd met Christiaan Ernst van Brandenburg-Bayreuth (1644-1712) en met Ernst Lodewijk I van Saksen-Meiningen (1672-1724)
- Christiaan Lodewijk (1677-1734).